# Joan d'Ibèria
Joan d'Ibèria, en georgià იოანე, també anomenat Joan el Georgià, l'Hagiorita o de l'Atos, (Geòrgia, s. X - Monestir dels Ibers, ca. 1002) fou un noble georgià, monjo ortodox i fundador del Monestir dels Ibers al Mont Atos.
Membre de la noblesa georgiana, es va casar i va servir com a comandant militar. Es retirà per fer vida de monjo a Bitínia i va viatjar a Constantinoble on va rescatar el seu fill, Eutimi l'Il·luminador, que havia estat enviat com a ostatge a la capital.
Joan i Eutimi, amb els seus seguidors, van retirar-se a un monestir del Mont Atos, amb Atanasi. Hi fundaren el Monestir dels Ibers, destinat a monjos georgians, amb la col·laboració del cunyat de Joan, Joan Thornikos, general retirat. Joan en fou el primer abat.